# Thom van den Anker
Thom van den Anker (ur. 18 sierpnia 1986 r.) – holenderski wioślarz.

## Osiągnięcia
- Mistrzostwa Świata – Poznań 2009 – ósemka wagi lekkiej – 3. miejsce[1].